# Christoph Dientzenhofer

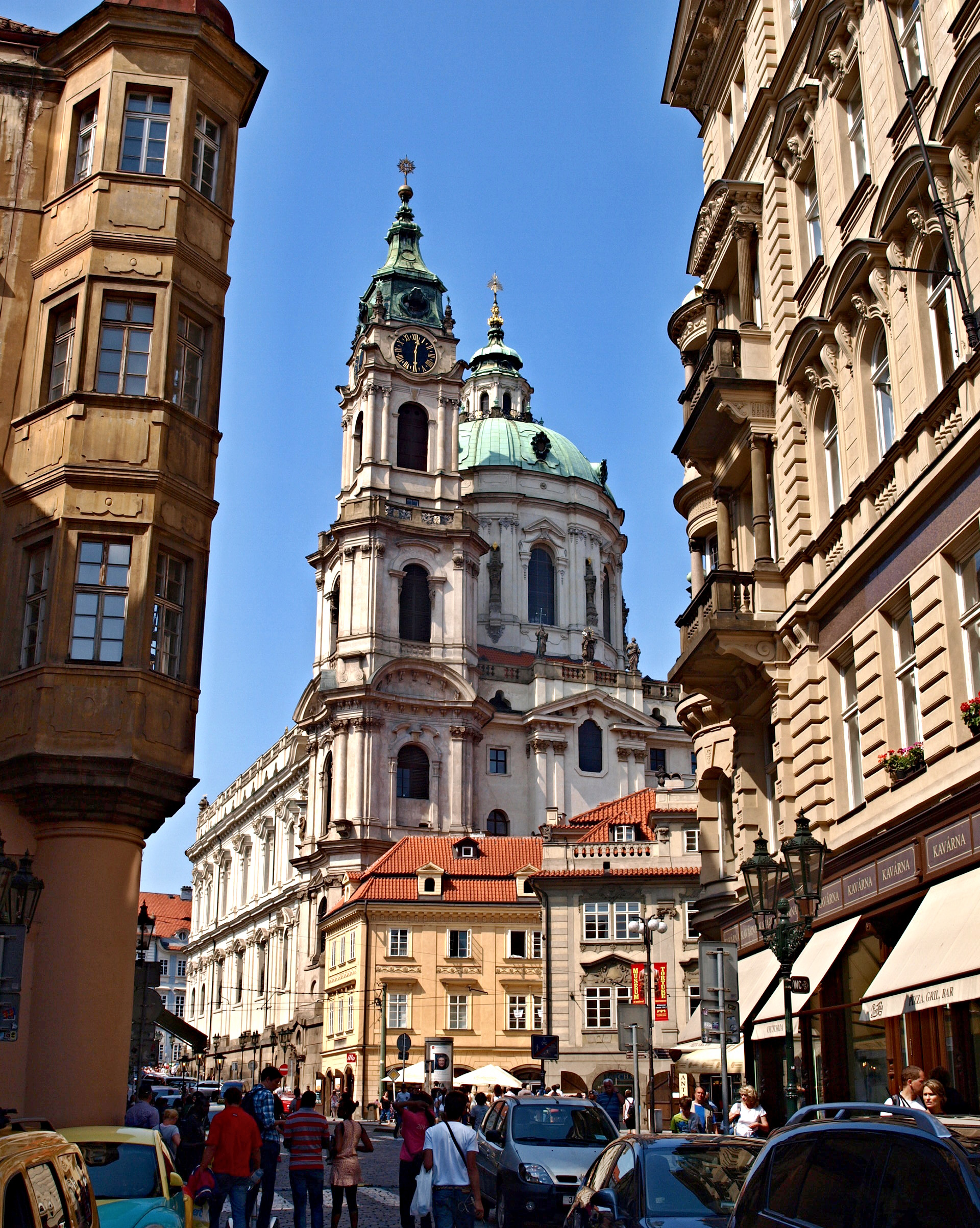
La Chiesa di San Nicola in Malá Strana a Praga

Christoph Dientzenhofer (Sankt Margrethen, 7 luglio 1655 – Praga, 20 giugno 1722) è stato un architetto tedesco.

## Biografia
Le notizie sulla sua formazione sono scarse: nelle sue opere però l'artista dimostra chiaramente l'assimilazione dei principî di Borromini e Guarini (donde l'ipotesi di un suo viaggio in Italia), innestati su elementi architettonici di tradizione tedesca.
L'architetto, che si dedicò prevalentemente a fabbriche sacre, rivolse la sua attenzione soprattutto al problema dell'unificazione tra la pianta longitudinale e quella centrale e del rapporto tra spazio interno ed esterno agli edifici, che risolse attraverso la compenetrazione delle forme ispirata da Guarino Guarini e da Borromini.
Lavorò, insieme al figlio Kilian Ignaz, soprattutto per le chiese degli ordini religiosi presenti a Praga, dove morì nel 1722.